# 14 vendémiaire
14 jour complémentaire 14 brumaire
Le quartidi 14 vendémiaire, officiellement dénommé jour du réséda, est un jour de l'année du calendrier républicain. Il reste 351 jours avant la fin de l'année, 352 en cas d'année sextile.
C'était généralement le 5e jour du mois d'octobre dans le calendrier grégorien.

## Événements
- An VIII : 6 octobre 1799
  - victoire du général français Brune à la bataille de Castricum.

## Naissances
- An X : 6 octobre 1801
  - Hippolyte Carnot, homme politique français († 16 mars 1888).